# Hotspur (Schiff, 1936)
HMS Hotspur (H01) war ein Zerstörer der H-Klasse der britischen Royal Navy im Zweiten Weltkrieg. Das Schiff nahm am
Ersten Seegefecht bei Narvik teil und wurde bis zum Kriegsende mit neun Battle Honours ausgezeichnet. Sie war das einzige Schiff der Klasse, das auch nach dem Zweiten Weltkrieg Verwendung fand: Als Trujillo und ab 1962 als Duarte diente der Zerstörer noch in der Marine der Dominikanischen Republik und wurde erst nach 1970 abgebrochen.

## Geschichte
Das Schiff wurde wie die sieben Schwesterschiffe am 13. Dezember 1934 bestellt. Am 27. Februar 1935 erfolgte die Kiellegung der beiden auf der Werft von Scotts zu bauenden Zerstörer der H-Klasse mit den Baunummern 562 und 563. Die Bauwerft hatte zuvor schon je zwei Zerstörer von der „A“- und der „E“-Klasse geliefert. Die Hotspur lief am 23. März 1936 zwei Monate nach dem Schwesterschiff Hostile in Greenock vom Stapel. In Dienst gestellt wurde der Neubau am 29. Dezember 1936 und der „2nd Destroyer Flotilla“ zugeteilt.
Die Hotspur war ein Standardzerstörer der Klasse, verdrängte 1350 t.l. (max. 1883 t.l.), war 98,5 m lang, 10,1 m breit und hatte einen Tiefgang von 3,8 m. Die Bewaffnung des Schiffes umfasste vier 4,7-inch-(120-mm)-L/45-Mk.IX-Kanonen. Zur Abwehr von Luftangriffen standen zwei Vierfach-0,5-inch-Vickers-Mk.III-MGs zur Verfügung. Wie alle Zerstörer der Klasse hatte sie zwei Vierfach-21-inch-Torpedorohrsätze. Zur Abwehr von U-Booten verfügte der Zerstörer über eine Abwurfschiene und zwei Wasserbombenwerfer und hatte 20 Wasserbomben an Bord, die schon kurz nach dem Kriegsbeginn auf 35 verstärkt wurden.

### Einsatzgeschichte
Der Zerstörer wurde mit der 2. Zerstörerflottille und den Schwesterschiffen bei der „Mediterranean Fleet“ eingesetzt. Die Flottille nahm während des Spanischen Bürgerkriegs an den sogenannten Neutralitätspatrouillen vor der spanischen Küste im westlichen Mittelmeer teil.
Nach dem Einsatz im Atlantik wurde die Flottille Anfang 1940 in die Gewässer um die Britischen Inseln zurückbefohlen.
Nachdem deutsche Truppen im Rahmen des Unternehmens Weserübung von deutschen Zerstörern in Narvik gelandet worden waren, lief HMS Hotspur zusammen mit ihren Schwesterschiffen aus, um den Ofotfjord zu blockieren. Am 10. April 1940 nahm der Zerstörer an dem Ersten Seegefecht bei Narvik teil. Dabei wurde er durch Artillerietreffer und eine Kollision mit dem Schwesterschiff Hunter beschädigt.
Im Mai 1940 wurden alle einsatzfähigen Schiffe der Flottille ins Mittelmeer verlegt, wo das Schiff zunächst in Gibraltar stationiert wurden. Bei einer ausgedehnten U-Boot-Jagd, die aufgrund erbeuteter italienischer Geheimunterlagen möglich wurde, konnte die Hotspur am 20. Oktober 1940 zusammen mit Gallant und Griffin östlich von Gibraltar das italienische U-Boot Lafolè versenken.
Im Laufe des Monats November wurde der Zerstörer dann zur Mittelmeerflotte mit dem Hauptstützpunkt Alexandria transferiert. Dort wurde er der 14. Zerstörerflottille zugeordnet. Bei der Seeschlacht bei Kap Teulada deckte HMS Hotspur Kreuzer und Schlachtschiffe der Royal Navy. Anfang 1941 nahm der Zerstörer als Eskorte an einem der Malta-Geleitzüge teil, Ende März 1941 dann an der Schlacht bei Kap Matapan.
Bei der Evakuierung des griechischen Festlandes im April 1941 (Operation Demon) und in den folgenden Wochen war das Schiff im Dauereinsatz. Nach einem weiteren Malta-Geleit folgten Ende Mai/Anfang Juni ununterbrochene Einsätze im Rahmen der letztlich erfolglosen Versuche, die Insel Kreta gegen deutsche Landungsoperationen (Unternehmen Merkur) zu verteidigen, und dem anschließend notwendigen Abtransport der alliierten Truppen.
Auch in der Folgezeit war der Zerstörer im östlichen und zentralen Mittelmeer eingesetzt. Bei der Besetzung der französischen Mandatsgebiete im Nahen Osten (Syrien und Libanon) lieferte sich das Schiff gemeinsam mit der Janus am 9. Juni 1941 ein Gefecht mit den Großzerstörern Guepard und Valmy, bei dem die Janus beschädigt wurde. Am 23. Dezember 1941 konnte gemeinsam mit Hasty nördlich von Sollum U 79 zum Auftauchen gezwungen werden, das von der eigenen Besatzung versenkt wurde.
Nach einem kurzzeitigen Einsatz für ein Malta-Geleit wurde das Schiff der British Eastern Fleet in Trincomalee, Ceylon, zugewiesen. Bei der japanischen Attacke im Indischen Ozean war es der Deckung für den schnellen Verband zuordnet. Im Juni 1942 lief HMS Hotspur wiederum bei einem großen Malta-Geleit als Konvoideckung aus (Operation Vigorous). Vom Mittelmeer ging es dann zurück in den Indischen Ozean, wo das Schiff im September 1942 an Operationen um Madagaskar teilnahm.
Im Februar 1943 wurde das Schiff nach Großbritannien zurückbeordert. Dort wurde die U-Boot-Abwehr- und Flugabwehr-Bewaffnung zulasten der Hauptartillerie und eines Torpedorohrsatzes verstärkt. Der Zerstörer wurde nach dem Umbau einer kanadischen Geleitgruppe zugewiesen, die Konvois über den Nordatlantik eskortierte. Im Sommer 1944 lag der Einsatzschwerpunkt dann im Ärmelkanal und in der Biskaya, wo HMS Hotspur als Teil einer Geleitgruppe deutsche U-Boote und Vorpostenboote jagte.
Das Schiff wurde im April 1945 der Reserveflotte zugewiesen. Im Februar 1948 wurde es an die Dominikanische Republik verkauft. In der dortigen Marine fuhr es zunächst unter dem Namen Trujillo, später wurde es in Duarte umbenannt. Während des Bürgerkrieges im Jahre 1965 beschoss das Schiff gemeinsam mit anderen Einheiten der dominikanischen Marine die Hauptstadt. Danach wurde es der Reserve zugewiesen und 1972 zum Abwracken verkauft.